# 33-й армейский корпус (вермахт)
33-й армейский корпус (нем. XXXIII. Armeekorps), сформирован 23 января 1943 года.

## Боевой путь корпуса
В 1943—1945 годах дислоцировался в Норвегии.

## Состав корпуса
В июле 1943:
- 181-я пехотная дивизия
- 702-я пехотная дивизия
- 14-я полевая дивизия

В марте 1945:
- 199-я пехотная дивизия
- 295-я пехотная дивизия
- 702-я пехотная дивизия
- 14-я полевая дивизия

## Командующие корпусом
- С 23 января 1943 — генерал артиллерии Эрвин Энгельбрехт
- С 25 декабря 1943 — генерал пехоты Людвиг Вольф
- С 10 августа 1944 — генерал кавалерии Карл-Эрик Кёлер
- С 5 апреля 1945 — генерал-лейтенант Фридрих-Вильгельм Нойман